# Ain-Schams-Universität
Die Ain-Schams-Universität (arabisch جامعة عين شمس Dschamiat Ain Schams, DMG Ǧāmiʿat ʿAin Šams, englisch Ain Shams University) ist eine höhere Bildungseinrichtung in Kairo, Ägypten, die 1950 gegründet wurde.

## Geschichte
Als dritte konfessionslose öffentliche ägyptische Universität wurde die Ain-Schams-Universität 1950 unter dem Namen „Ibrahim-Pascha-Universität“ gegründet. Die beiden älteren Universitäten dieser Art sind die Universität Kairo (1908 gegründet; 1940–1952: Fu'ād-I.-Universität) und die Universität Alexandria (1938–1952: Faruq-I.-Universität).
Nach der Revolution von 1952 wollte man den ehemaligen Wali (Gouverneur) der osmanischen Provinz Ägypten nicht mehr als Namenspatron und entschied sich 1954 für „Ain-Schams“. „Ain-Schams“ ist die arabische Bezeichnung für Heliopolis und steht für die Rückbesinnung auf die 3000 v. u. Z. gegründete „Universität O’n“, womit das Lebenshaus von Heliopolis gemeint ist, an das der Obelisk im Logo der Hochschule erinnert.
Die anfangs noch acht Fakultäten für Kunst, Rechtswissenschaft, Wirtschaft, Naturwissenschaft, Technik, Medizin, Landwirtschaft und das Frauen-College wurden seither auf 15 Fakultäten erweitert. Es folgten das Lehrer-College und Fakultäten für Sprachen (Al-Alsun), Pharmazie, Zahnmedizin, Informatik, Pflegewissenschaft, Umweltforschung und der speziellen Bildung.

## Zahlen zu den Studierenden und den Mitarbeitenden
Im April 2022 gab die Universität die Zahl der eingeschriebenen Studierenden mit 220.614 an. Davon waren 112.181 Frauen (54 %) und 96.251 Männer (46 %). 78 % waren Ägypter, 3 % kamen aus dem Ausland und 19 % hatten einen unbekannten Status. Die weitaus meisten Studierenden gehörten der Wirtschaftsfakultät (faculty of commerce) an, nämlich 46.945 Frauen und 49.232 Männer und somit insgesamt 96.177 Studenten (43,6 %). Die zweitgrößte Fakultät war die juristische mit 13.312 Frauen und 16.848 Männern und damit 30.160 Studenten (13,7 %), die drittgrößte die für Kunst mit 18.911 Frauen und 6.238 Männern, also 25.149 Studenten (11,4 %). Laut U.S. News lag die Zahl der Studierenden bei 151.666, die Zahl der Forschenden bei 4.304.
Im Studienjahr 2005/2006 hatte die Universität 197.032 Studierende und 9.338 Mitarbeiter. Die größten Fakultäten waren auch 2005 diejenigen für Wirtschaft, Recht und Kunst. Der frühere Leiter der Universität war Abdel-Wahab Mohamed Ezzat Abdel Wahab.

## Fakultäten
Die Universität hat Fakultäten in folgenden Fachgebieten:
- Medizin
- Naturwissenschaften
- Pharmazie
- Ingenieurwesen
- Computer- und Informationswissenschaften
- Zahnmedizin
- Wirtschaftswissenschaften
- Sprachen (Al-Alsun)
- Pädagogik
- Rechtswissenschaft
- Agrarwissenschaft
- Behindertenpädagogik
- Frauen
- Kunst
- Krankenpflege
- Kindheitsforschung
- Umweltforschung
- Archäologie
- Agrarwissenschaft für trockene Böden
- Veterinärmedizin
- Medien und Massenkommunikation

## Campus

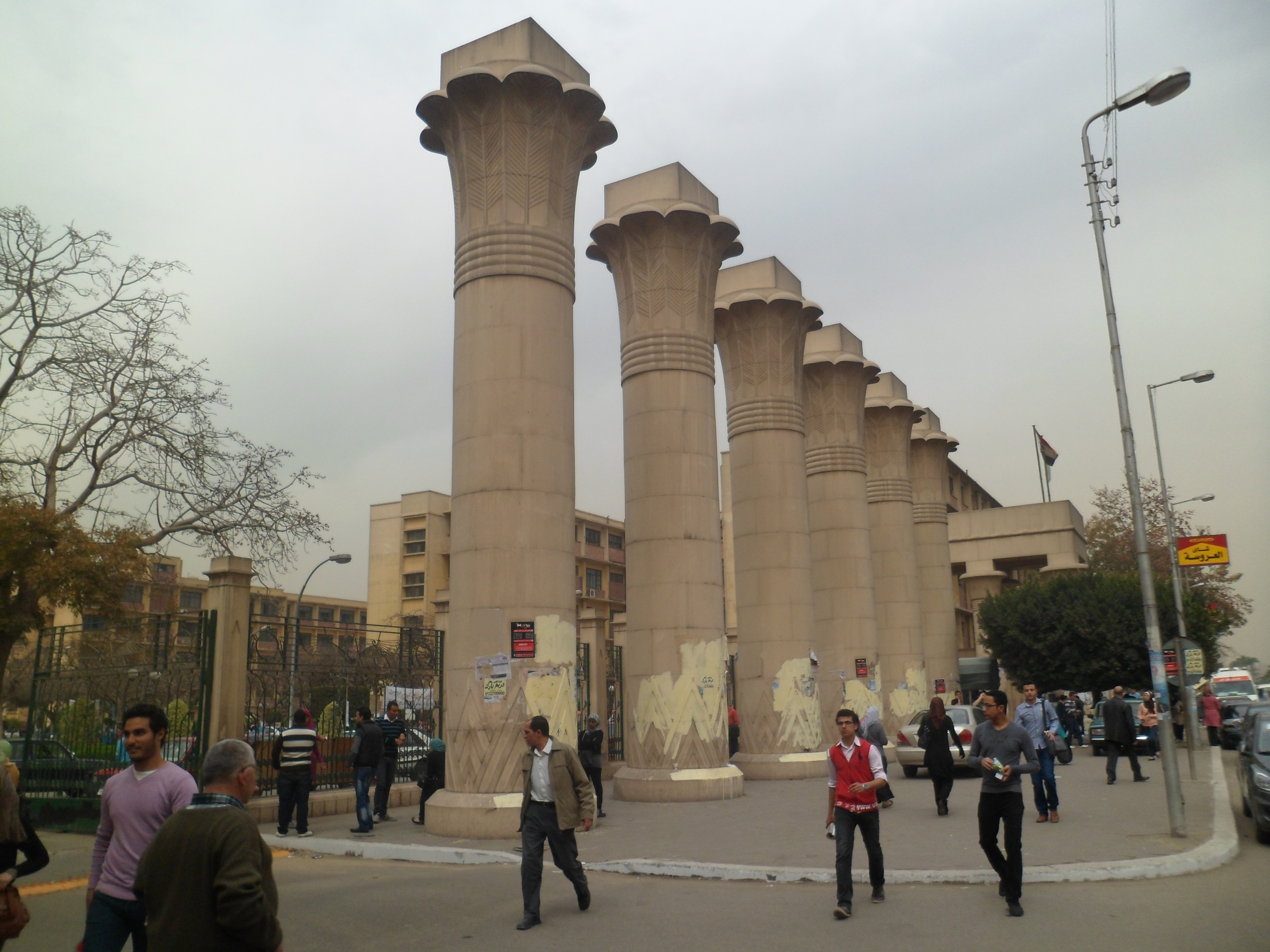
Ain Shams University – Haupteingang
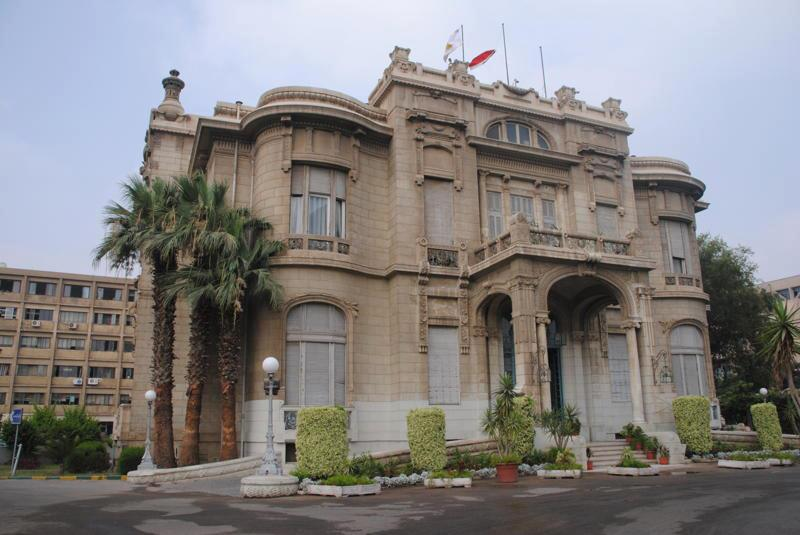
Der historische Zafaaran-Palast auf dem ʿAbbāsīya-Campus ist Sitz der Universitätsverwaltung
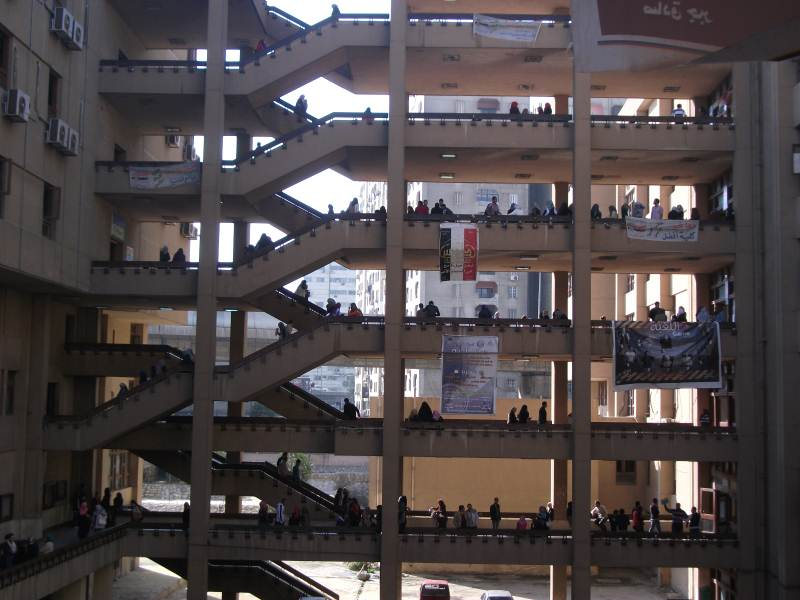
Fakultät Alsun (Sprachen)
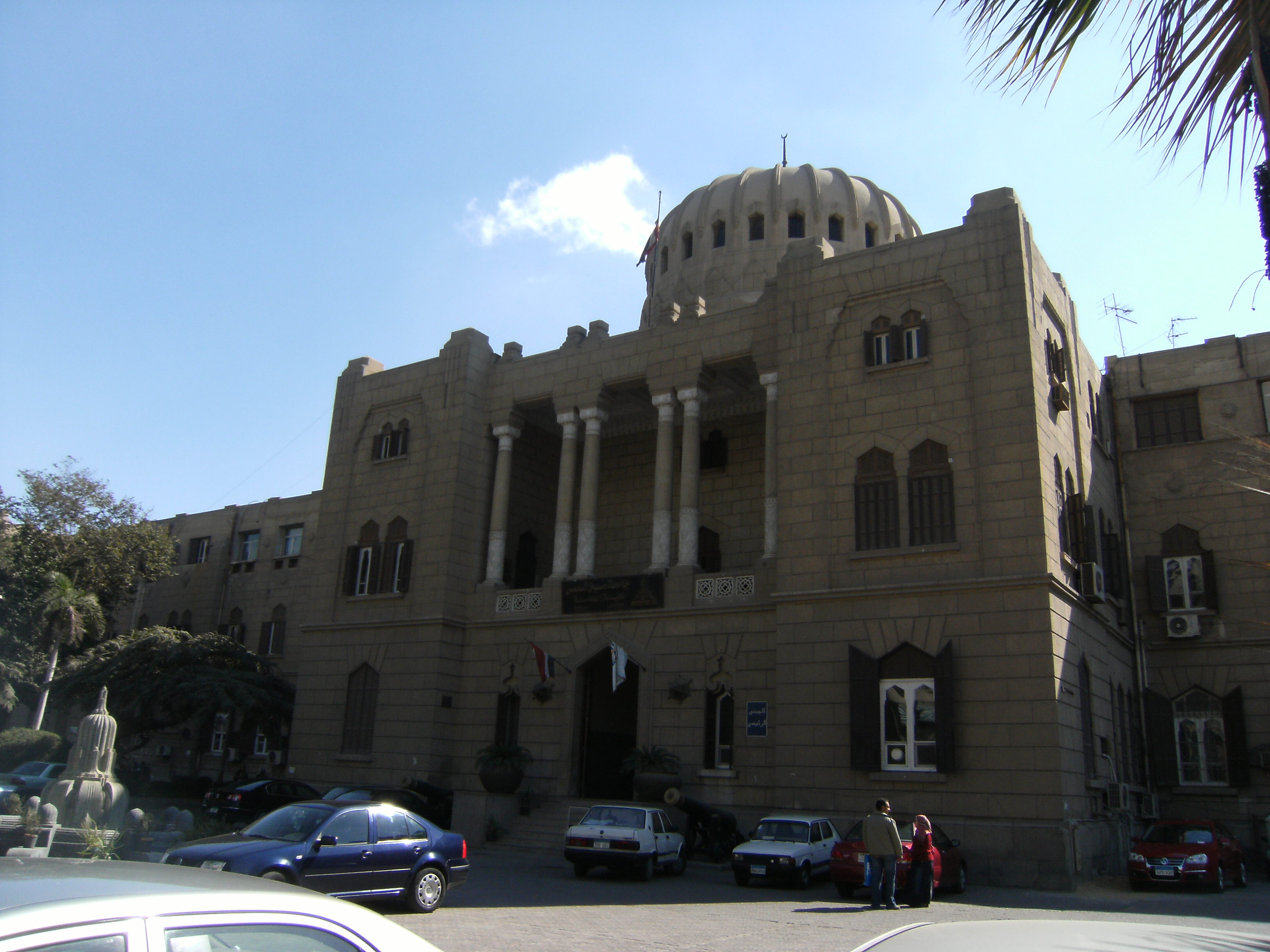
Hauptgebäude der Fakultät für Ingenieurwissenschaften
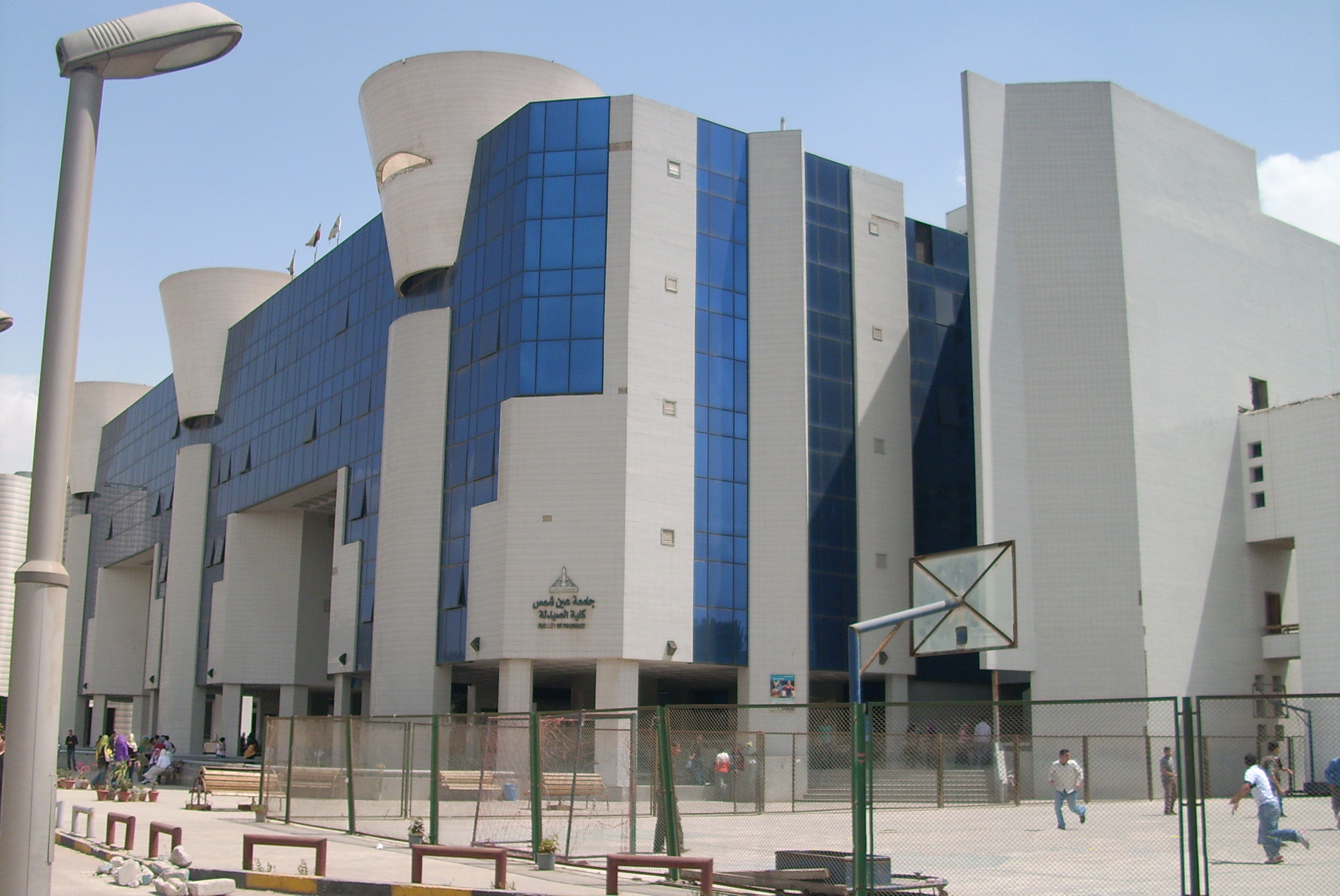
Fakultät für Pharmazie

Die sieben Standorte der Ain-Schams-Universität sind im Großraum Kairo verteilt.

### ʿAbbāsīya
Vier Standorte befinden sich in ʿAbbāsīya: die beiden Hauptcampusse, das Ain-Schams-Krankenhaus mit der medizinischen Fakultät und die technische Fakultät. In ʿAbbāsīya befindet sich auch der Sitz der Universitätsverwaltung im historischen Zafaaran-Palast.

### Heliopolis
Sowohl das Frauen- als auch das Lehrer-College befinden sich im Stadtteil Heliopolis.

### Schubra al-Chaima
Die Fakultät der Agrarwissenschaft befindet sich in der Stadt Schubra al-Chaima im Großraum Kairo.

## Einstufung
Nach der Einschätzung des U.S. News Rankings ist die Ain-Schams-Universität die drittbeste in Ägypten. Sie steht auf Rang 13 in Afrika und auf Rang 619 im globalen Vergleich.

## Persönlichkeiten

### Bekannte Professoren
- Abd al-Aziz Muhammad Hidschazi (1923–2014), Premierminister von Ägypten unter Sadat
- Ahmed El Maghraby, Kulturattaché und Gründer des Kulturzentrums Makan
- Aischa Abd ar-Rahman (1913–1998), ägyptische Schriftstellerin (Pseudonym: Bint asch-Schati)
- Hermann Kees (1886–1964), deutscher Ägyptologe
- Latifa az-Zayyat (1923–1996), ägyptische Schriftstellerin

### Bekannte Absolventen
- Hany Azer (* 1949), deutscher Bauingenieur ägyptischer Herkunft
- Charles E. Butterworth (* 1938), US-amerikanischer Philosophiehistoriker
- Ekmeleddin İhsanoğlu (* 1943), türkischer Wissenschaftshistoriker
- Scherif Ismail (1955–2023), ägyptischer Ministerpräsident
- Fathulla Jameel (1942–2012), Außenminister der Malediven
- Gehad Madi, ägyptischer Botschafter in Großbritannien und Indien
- Samih Schukri (* 1952), Außenminister Ägyptens
- Omar Touray (* 1965), Außenminister von Gambia
- Volkhard Windfuhr (1937–2020), deutscher Journalist und Arabist